# Данута Валенса
Мирослава Данута Валенса (пол. Mirosława Danuta Wałęsa, уродж. Голось (пол. Gołoś); нар. 25 лютого 1949, с. Крипи, Венгровський повіт, Мазовецьке воєводство, Польща) — дружина 6-го Президента Польщі Леха Валенси.

## Біографія
Народилася в багатодітній селянській родині. Закінчила середню школу у Венгрув. Працювала в батьківському господарстві на селі. 1968 року переїхала до родичів у Гданську. Влаштувалася на роботу в квітковий магазин.
Познайомилася з електриком Лехом Валенсою, майбутнім політичним діячем, керівником незалежного профспілки «Солідарність» і Президентом Польщі (1990—1995). 8 листопада 1969 року вийшла за нього заміж.
У родині Леха і Данути Валенси народилося восьмеро дітей.
Від імені чоловіка 10 грудня 1983 року в Осло отримала Нобелівську премію миру.
Будучи першою жінкою Польщі, очолювала низку суспільно-культурних товариств і організацій, у тому числі була почесним президентом гданського Фонду з культурного розвитку. Як почесний член брала участь у роботі громадських організацій і займалася проведенням різних конкурсів.
2011 року 300-тисячним тиражем вийшла друком автобіографія Данути Валенси «Мрії і таємниці», яка здобула великий успіх у читачів. Наступного року за книгу її нагородили премією Супергарантія культурної події року, заснованою редакцією TVP Kultura Польського телебачення.
2012 року Президент Польщі Броніслав Коморовський, за видатні заслуги в справі демократичних змін в країні, досягнення у професійній та громадській діяльності, нагородив Дануту Валенсу Командорським Хрестом із зіркою Ордена Відродження Польщі .
2013 року вийшов фільм «Валенса. Людина з надії» польського режисера Анджея Вайди, де розповідається про політичну кар'єру і особисте життя Леха Валенси. Роль Данути виконала Агнешка Гроховська.